# PPG Place
PPG Place – wieżowiec w Pittsburghu, w stanie Pensylwania, w Stanach Zjednoczonych, o wysokości 194 m. Budynek został otwarty w 1984 i liczy 40 kondygnacji.